# Khotyn (huyện)
Huyện Khotyn (tiếng Ukraina: Хотинський район, chuyển tự: Khotyns'kyi raion) là một huyện của tỉnh Chernivtsi thuộc Ukraina. Huyện Khotyn có diện tích 716 km², dân số theo điều tra dân số ngày 5 tháng 12 năm 2001 là 72.291 người với mật độ 101 người/km². Trung tâm huyện nằm ở Khotyn.